# Église Saint-Martin de Savières

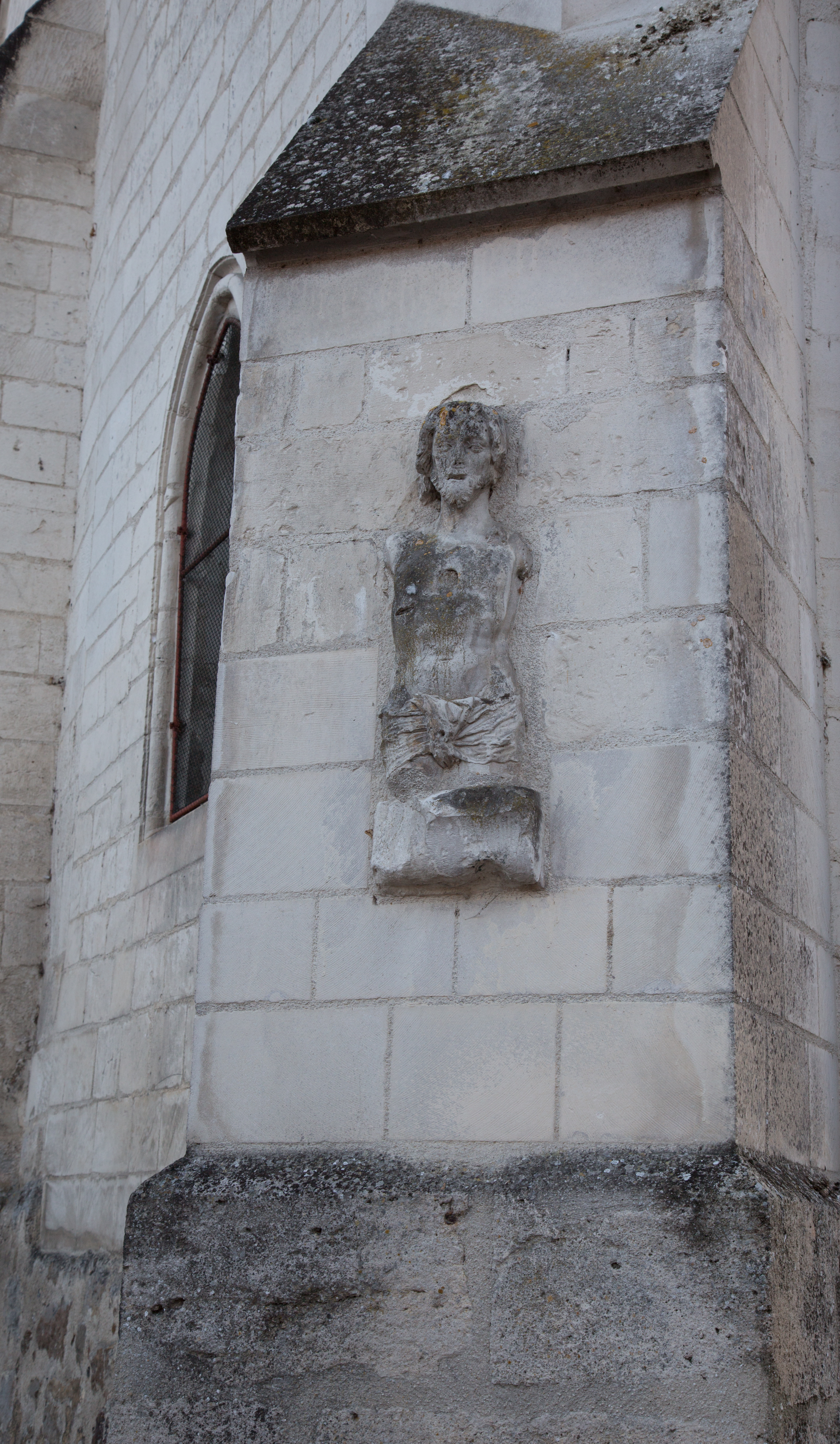
Détail vu de la route de Maizières.

L'église Saint-Martin est une église située à Savières, en France.

## Localisation
L'église est située sur la commune de Savières, dans le département français de l'Aube.

## Historique
L'édifice est classé au titre des monuments historiques en 1931.